# 金刚川 (电影)
《金刚川》是2020年中国大陆多段式战争剧情片，由中国电影股份有限公司领衔出品，管虎、郭帆和路阳共同执导，张译、吴京、李九霄、魏晨领衔主演，邓超特别出演。影片为“纪念中国人民志愿军抗美援朝出国作战70周年”献礼片。
影片原定于2020年10月25日上映，後宣佈提檔10月23日上映。

## 剧情
1953年，抗美援朝战争进入最终阶段，志愿军在金城发动最后一场大型战役，即金城戰役。在僅剩一條簡易橋為唯一的通道，志愿军战士们在物资匮乏、武装悬殊的情况下，不断抵御敌机轰炸，以血肉之躯一次次修补战火中的木桥，只为了讓大部隊能在指定时间到达，向金城前线投放更多战力。一段鲜为人知的历史，在暗流涌动的金刚川上徐徐展开⋯⋯。

## 演出阵容
- 张译 飾 张飞
- 吴京 飾 关磊
- 李九霄 飾 刘浩
- 魏晨 飾 闫瑞
- 邓超 飾 高福来

## 制作
2020年8月正式获批立项，消息指吴京已前往辽宁丹东参演影片拍摄。
值得注意的是，该片从8月初开拍，9月20日正式杀青，全片拍摄时间不到2个月，网友怀疑紧凑的制作可能会影响影片的最终质量。不過對比《鎗火》、《古惑仔之人在江湖》等先例認為可以期待。
片尾曲为《英雄儿女》主题曲《英雄赞歌》，由谭维维演唱，吕思清和陈萨参与演奏。

## 发行
影片定于2020年10月23日上映。含2D，IMAX，中国巨幕，CINITY和4DX等版本。中国大陆票房为11.23亿人民币。

## 禁映
该片原计划2021年9月在韩国网络上映，但遭到一些保守派政治人物和民众的反对，认为其美化了中国人民志愿军。遭到抗议后，片商主动撤回了《金刚川》在韩国的上映申请。
| 上一届： 《我和我的家乡》 | 2020年中国内地一周票房冠军 第42-45週 | 下一届： 《除暴》 |